# El ratón de campo y el ratón de ciudad

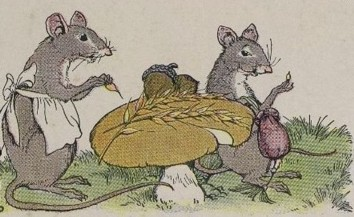
El ratón de campo, ilustrado por Milo Winter en una antología de Esopo de 1919.

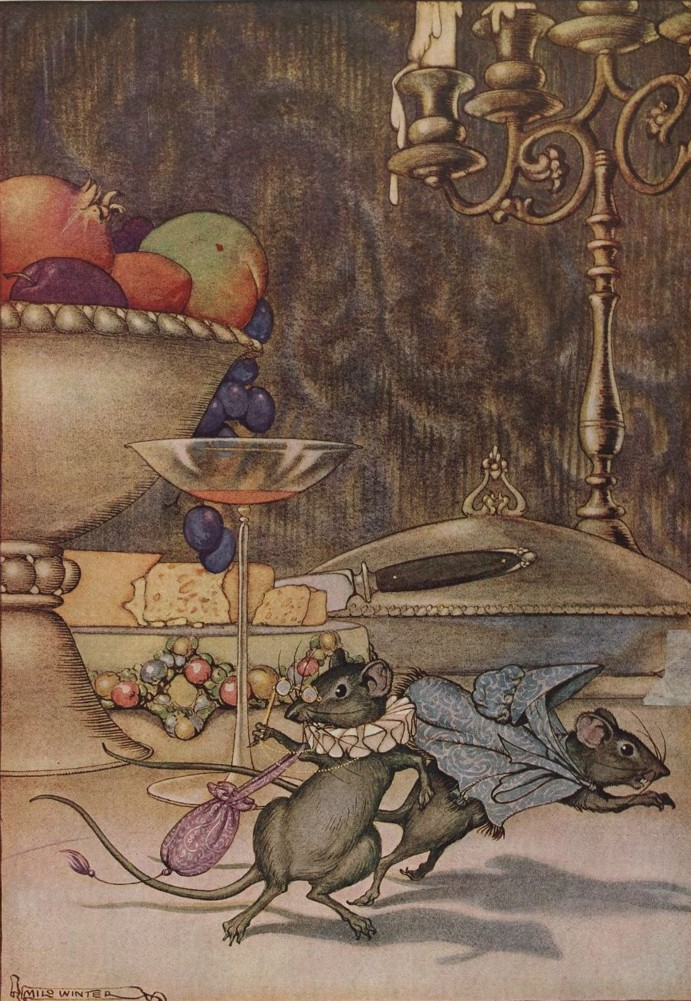
El ratón de ciudad, ilustrado por Milo Winter en una antología de Esopo de 1919.

El ratón de campo y el ratón de pueblo es una fábula atribuida a Esopo y reescrita posteriormente por distintos autores sin grandes modificaciones de la historia original.
En ella el ratón de la ciudad invita un día al del campo a acompañarle a la casa donde vive para impresionarle. Allí le introduce en la despensa llena de las mejores viandas (queso, miel, panceta, etc.) pero apenas han empezado a degustarlas cuando unos gatos irrumpen en la habitación poniendo en fuga a ambos ratones. 
Asustado por la experiencia el ratón campestre decide volver a su madriguera renunciando a las riquezas con riesgo que le ofrecen y expresando así la moraleja de la historia: 

"más vale una vida modesta en paz y sosiego que todo el lujo del mundo con peligros y preocupaciones".